# 钩豆属
钩豆属（学名：Teramnus）是蝶形花科下的一个属，为缠绕草本植物。该属共有约8种，分布于热带和亚热带地区。